# رابطة فاميلي مولييز
تعتبر رابطة فاميلي مولييز (AFM) هي الشركة القابضة لمشاركة عائلة مولييس في شمال فرنسا، والتي تعد واحدة من أغنى العائلات في جميع أنحاء فرنسا. تم تأسيسها في عام 1955 من قبل فرانسيس مولييز وقادها بارثبيمي جويسليان منذ عام 2014.
شعار عشيرة العائلة الكاثوليكية هو "Tous dans tout" - حرفيًا: «جميع (أفراد الأسرة) في جميع (الشركات)».
عن طريق الرابطة، تمارس الأسرة السيطرة على الشركات التالية:
- اديو (85 ٪): محلات الأجهزة، محلات داي
- الأجابي : نظام التموين
- الينيا (37٪): متاجر الأثاث
- اكواريل: أزياء المرأة
- أوشان [3] (84٪): سلسلة متاجر هايبر ماركت
- بولانجر (85 ٪): متاجر الالكترونيات
- برايس (100 ٪): ملابس للرجال
- كانيل: ملابس داخلية
- كالتورا: الكتب، والأقراص المدمجة / أقراص الفيديو الرقمية، والمنتجات الثقافية. إنه في الواقع ينتمي إلى سوديفال القابضة، المملوكة من قبل صهر موليز فليب فان دير ويز [4]
- مجموعة العشاري [2] (85 ٪): متاجر التجزئة للسلع الرياضية، المتاجر الرياضية
- في ايكتنسو: أحذية وملابس للنساء
- جول ، (كاماو هوم) (54٪): اماو
- كيابي : ملابس
- كيلوتو (المباعة):
- لا فينيري: متجر النبيذ
- ليروي ميرلين: (تحسين المنزل والبستنة)
- ماكو فارما شركة أدوية
- أورساي : أزياء
- فيلدار (100 ٪): متاجر الأقمشة والمنسوجات
- بيك وينك (المباعة): متاجر الألعاب
- بيمكي: ملابس شابة وفتاة
- نوراوتو (10 ٪): إصلاح السيارات
- الأوديسة: شبكة دولية للمدارس الفرنسية
- اوني (سابقًا: بانكو أكورد): الخدمات المالية، القروض
- سانت ماكلو (95 ٪):
- تاب الويل: أزياء
- المكتب العلوي : المعدات المكتبية
- يونج: متاجر الالكترونيات

## روابط خارجية
- "AFM -GROUPE AUCHAN". comprendreladistribution (بالفرنسية). Archived from the original on 2018-03-08. Retrieved 2018-03-07.